# Premier ministre du Belize
Le Premier ministre du Belize est le chef du gouvernement du Belize.

## Titre
La fonction est mise en place le 7 avril 1961, lorsque le Honduras britannique accède à l'autonomie. Le titre en anglais est d'abord First Minister du Honduras britannique jusqu’au 1er janvier 1964, puis Premier du Honduras britannique.
Le titre devient Premier du Belize lors du changement de nom du territoire le 1er juin 1973, avant de devenir Prime Minister lors de l'indépendance le 21 septembre 1981. Ces termes sont tous trois couramment traduits par Premier ministre en français.

## Liste
| No  | Portrait           | Titulaire                      | Élection                 | Mandat           | Mandat           | Mandat                     | Parti politique | Parti politique |
| No  | Portrait           | Titulaire                      | Élection                 | Début            | Fin              | Durée                      | Parti politique | Parti politique |
| --- | ------------------ | ------------------------------ | ------------------------ | ---------------- | ---------------- | -------------------------- | --------------- | --------------- |
| 1   | George Cadle Price | George Cadle Price (1919-2011) | 1961 1965 1969 1974 1979 | 7 avril 1961     | 17 décembre 1984 | 23 ans, 8 mois et 10 jours |                 | PUP             |
| 2   | Manuel Esquivel    | Manuel Esquivel (1940-2022)    | 1984                     | 17 décembre 1984 | 7 septembre 1989 | 4 ans, 8 mois et 21 jours  |                 | UDP             |
| (1) | George Cadle Price | George Cadle Price (1919-2011) | 1989                     | 7 septembre 1989 | 3 juillet 1993   | 3 ans, 9 mois et 26 jours  |                 | PUP             |
| (2) | Manuel Esquivel    | Manuel Esquivel (1940-2022)    | 1993                     | 3 juillet 1993   | 28 août 1998     | 5 ans, 1 mois et 25 jours  |                 | UDP             |
| 3   | Said Musa          | Said Musa (né en 1944)         | 1998 2003                | 28 août 1998     | 8 février 2008   | 9 ans, 5 mois et 11 jours  |                 | PUP             |
| 4   | Dean Barrow        | Dean Barrow (né en 1951)       | 2008 2012 2015           | 8 février 2008   | 12 novembre 2020 | 12 ans, 9 mois et 4 jours  |                 | UDP             |
| 5   | Johnny Briceño     | Johnny Briceño (né en 1960)    | 2020 2025                | 12 novembre 2020 | En cours         | 4 ans, 4 mois et 6 jours   |                 | PUP             |